# 장인순
장인순(張仁順, 1940년 ~)은 대한민국의 화학자이다. 핵연료 국산화의 핵심 인물로 평가받으며, 한국 표준형 원전과 하나로 원자로 개발을 주도했다.

## 교육
1940년 전라남도 여수시에서 태어나 고려대학교와 동대학원 화학과를 졸업했다. 이후 캐나다 웨스턴온타리오 대학교에서 이학박사 학위를, 미국 아이오와 대학교에서 화학박사 학위를 취득했다. 박사 학위 논문을 준비하던 중 불소 화합물이 폭발해 피부 이식을 받을 정도로 큰 화상을 입었다. 이로 인해 2년의 통원 치료를 받아 학위 취득이 3년가량 늦어졌다.

## 연구 경력

### 핵연료 국산화
박사 학위를 취득하고 아이오와 대학교 연구원으로 활동하다 박정희 정부의 핵 과학자 유치 프로젝트에 의해 귀국했다. 당시 장인순의 연구 주제는 원자력 연구와 관련성이 높은 불소화학이었다. 1979년부터 한국원자력연구소 대덕분소에서 핵화공연구실장과 화공재료연구부장, 원자력연구개발단장을 지내며 1989년 핵연료 국산화를 이뤄냈다. 당시 선진국에서 같은 원자력 기술을 수입하는데 약 400억원이 필요하다는 평가를 받았지만 120억원의 연구비로 이를 실현시켰다. 개발 초기, 한국 정부의 부족한 준비 탓에 사과상자 위에 비닐을 깔아 책상 대용으로 사용했다고 회고한다.

### 한국원자력연구소장 재직 시기
1994년 한국원자력연구소 부소장을 거쳐 1999년 소장으로 임명되었다. 11년의 재임 기간 동안 조선민주주의인민공화국의 신포 경수로 사업에 채택된 한국 표준형 원자로와 APR-1400, 연구용 원자로 ‘하나로’ 개발 등 여러 국책 사업에 참여했다. 이가운데 APR-1400은 아랍에미리트가 운용중인 바라카 원전의 모태가 되었다.
이밖에도 해수 담수용 일체형 원자로와 양성자가속기 사업을 진두지휘했다. 2000년부터 IAEA 원자력에너지자문위원으로 활동했다.

#### 우라늄 농축 실험
IAEA 규정 상 신고 대상인 우라늄 레이저 농축 실험을 2000년 무단으로 실시한 사실이 뒤늦게 발견되면서 2004년 특별 사찰을 받았다. 당시 대한민국은 UN 안보리에 회부될 위기에 처했는데, 장인순은 해당 실험이 결과를 확인한 뒤 곧바로 중단되었으며 순수한 과학자로서 내린 결정이었다고 해명했다. 또한 함께 지적된 1982년의 플루토늄 추출 실험 역시 핵무기 개발과 무관하다며 정부 개입설을 부정했다.
동아일보와의 인터뷰에서 평화적인 핵에너지 연구 개발을 위해 재처리 및 우라늄 농축기술이 필요하며, 이는 북핵 문제가 해결된 이후의 일이라는 점을 명확히 했다. 2006년 북핵 사태 당시 기고문을 통해 핵무기 개발과 레이저 우라늄 농축 실험은 관련성이 없다고 주장했다.

## 기타 활동

### 도서관 건립
2021년 어린이날을 맞아 세종시 전의면에 전의 마을 도서관을 개관하였다. 9000권에 달하는 장서를 갖췄으며 연중무휴 24시간 개방한다. 과학 대중화 단체인 벽돌한장과 제휴, 과학 강연과 토론 프로그램을 운영 중이다. 도서관 입구에 '2121 Why?' 현판이 달려있는데, 이는 교육이 백년대계이며 문명사는 '왜?'라는 질문에서 시작되었음을 뜻한다.

### 지역 정치
국민의힘 대전시당의 자문위원으로 위촉되었다. 정당 활동이 아닌 대안없는 탈원전 정책의 위험성을 알리기 위해 요청을 수락했다고 밝혔다.

## 저서

### 단독 저서
- 《하나님이 빛으로 우주를 창조하다》. 장인순과학문화출판부. 2018년 10월 1일. ISBN  979-11-9648-520-7.
- 《여든의 서재》. 하늘산책.

### 공저
- 《아톰 할배들의 원자력 60년 이야기》. 지식과감성. 2019년 11월 11일. ISBN  979-11-6275-844-1.
- 《그때 그리고 지금》. 글마당. 2019년 7월 2일. ISBN  979-11-9619-220-4.

## 상훈
- 국민훈장 목련장
- 과학기술처 장관상
- 과학기술훈장 창조장
- 한국과학문화재단 선정 ‘닮고 싶고 되고 싶은 과학기술인 10인’
- 자랑스러운 고대인상
- 자랑스러운 여수고인상

## 같이 보기
- 국제 원자력 기구
- 한국원자력연구원
- OPR-1000
- APR-1400
- 하나로
- 한필순

### 내용주
1. ↑  2007년 한국원자력연구원으로 이름을 바꿨다.

### 참조주
1. ↑  www.etnews.com (2005년 6월 3일). “[결단의 순간들]장인순 한국원자력연구소 고문(3)”. 2022년 10월 19일에 확인함.
2. ↑  허, 문명 (2011년 4월 4일). “[허문명 기자의 사람이야기]장인순 前 한국원자력연구소장”. 《동아일보》.
3. ↑  인터넷신문, 전북일보 (2005년 6월 2일). “[인물초대석] 한국원자력硏 고문 장인순 박사”. 2022년 10월 19일에 확인함.
4. ↑  “8월의 인물: 장인순 박사”. 《에너지와 여성》.
5. ↑  김, 훈기 (2005년 10월 30일). ““원자력과의 만남 내 생애 최대 행운””. 《사이언스타임즈》.
6. 1 2  “시골도서관 여는 원자력 대부 “아이들에게 ‘왜?’를 선물할것””. 2021년 5월 4일. 2022년 10월 19일에 확인함.
7. ↑  “[정책] 원전과 항공기 수출 밑거름 역할”. 2022년 10월 19일에 원본 문서에서 보존된 문서. 2022년 10월 19일에 확인함.
8. ↑  이, 진 (2017년 10월 30일). “[논설위원이 만난 사람/이진]“탈원전하면 핵무장 잠재력 사라져 北이 가장 좋아할 것””. 《동아일보》.
9. ↑  “한국 기술로 중동 최초 원전 가동국이 된 UAE”. 《BBC News 코리아》. 2022년 10월 19일에 확인함.
10. ↑  이, 영완 (2005년 4월 12일). “"이제 원자력 홍보대사 나설것"”. 《조선일보》.
11. ↑  기자, 강양구 (2006년 7월 23일). “과기부는 2004년 핵물질 파문에서 무엇을 배웠나?”. 2022년 10월 19일에 확인함.
12. 1 2  “장인순 소장 ＂IAEA, 플루토늄 추출 99년에 이미 알았다＂”. 2004년 10월 5일. 2022년 10월 19일에 확인함.
13. ↑  “[특별기고]북핵을 보면서”. 2016년 10월 17일. 2022년 10월 19일에 확인함.
14. ↑  “박정희 러브콜 받았던 원자력 대부 "탈원전, 세계적 웃음거리"”. 《중앙일보》.